# Union postale des Amériques, de l'Espagne et du Portugal
L’Union postale des Amériques, de l'Espagne et du Portugal est une union restreinte de l'Union postale universelle (UPU). Créée en 1911, son siège se trouve à Montevideo, en Uruguay.
Le but de cette organisation intergouvernementale est de constituer un espace postal unique entre ses membres, pour faciliter le transport du courrier et des colis internationaux, ainsi que de permettre les transferts d'argent. Ses 27 membres (depuis l'adhésion du Portugal en 1991) se situent majoritairement sur le continent américain, six sont des îles antillaises ; les deux anciennes puissances coloniales européennes, l'Espagne et le Portugal, sont membres.
Ses sigles actuels sont UPAEP (pour Unión Postal de las Américas, España y Portugal en espagnol) et PUASP (pour Postal Union of the Americas, Spain and Portugal en anglais). Avant 1991, ces sigles et noms ne comprenaient pas le Portugal : UPAE et PUAS.
À la suite d'une décision au congrès de La Havane de 1985, l'UPAEP choisit le thème d'une émission conjointe de timbres-poste à laquelle participe une partie des administrations postales des pays membres. Inspirée de l'émission Europa, cette émission se nomme émission America ou America - UPAEP.

## Liste des 28 membres
- Amérique, États indépendants : Argentine, Bolivie, Brésil, Canada, Chili, Colombie, Costa Rica, Cuba, République dominicaine, Équateur, États-Unis,  Guatemala, Haïti, Honduras, Mexique, Nicaragua, Panama, Paraguay, Pérou, Salvador, Suriname, Uruguay, Venezuela

- Amérique, États autonomes : Antilles néerlandaises, Aruba, Saint-Martin

- Europe : Espagne, Portugal